# LLSVP

地震波トモグラフィーにより推定されるLLSVPのアニメーション

巨大低速度領域（きょだいていそくどりょういき、英語: Large low-shear-velocity provinces : LLSVP あるいは LLVP) とは、地球のマントル最下部に存在する大規模な構造の集まりである。
これらの領域ではせん断速度が小さいことが特徴であり、地震波トモグラフィーによって発見された。主要な2つの領域が太平洋とアフリカの下に数千 kmスケールで存在し、コア-マントル境界から垂直方向に最大1,000 km、横方向に数千 kmの広がりをもっている。これらの領域はマントルの体積の約8 %（地球の6 %）に相当する。

## 起源
現在の主要な仮説は沈み込んだ海洋スラブの蓄積によって生じるというものである。
2つ目の仮説はジャイアント・インパクト説に関連しているというものである。原始地球がテイア（Theia）と呼ばれる火星サイズの天体と衝突した際にテイアのマントルの破片が地球のコアとマントルの境界に沈み込みLLSVPの起源となったことを示唆している。2023年にアリゾナ州立大学などの研究グループが行った検証でも、巨大低速度領域の組成が周囲とは異なり、むしろ鉄を多く含み月の組成に近いことなどに着目し、巨大低速度領域が地球に取り込まれたテイアの残骸である可能性が示された。